# أوليفر نوفيل
أوليفر نويفل (بالألمانية: Oliver Neuville) من مواليد 1 مايو 1973 في لوكارنو في سويسرا لأب سويسري وأم إيطالية لذلك فهو يتكلم الإيطالية والفرنسية والرومانشية ولا يتكلم الألمانية الصحيحة.
وهو لاعب كرة قدم ألماني، ويلعب مع نادي بروسيا مونشنغلادباخ ومنتخب ألمانيا لكرة القدم.
بدأ نويفل مسيرته الكروية مع نادي سيرفيت في سويسرا في عام 1992، ولعب معهم حتى عام 1996، وشارك خلال تلك الفترة في 91 مباراة وسجل 41 هدف، وفي موسم 1996/1997 انتقل إلى إسبانيا ولعب مع نادي تنريفي، وشارك معهم في 33 مباراة وسجل 5 أهداف، وفي عام 1997 لعب في ألمانيا للمرة الأولى، ولعب مع نادي هانزا روستوك، ولعب معهم حتى عام 1999، وشارك خلال تلك الفترة في 50 مباراة وسجل 22 هدف، وفي عام 1999 انتقل إلى نادي باير ليفركوزن الألماني، ولعب معهم 165 مباراة وسجل 42 هدف، وفي عام 2004 انتقل إلى نادي بروسيا مونشنغلادباخ , و اعتزل سنة 2011 بعد انا قضى موسم واحد في نادي ارمينيا بيلفيلد .
وقد بدأ باللعب دوليا مع منتخب ألمانيا لكرة القدم منذ 2 سبتمبر 1998 أمام منتخب مالطا لكرة القدم، وقد شارك في كأس العالم لكرة القدم 2002 وكأس العالم لكرة القدم 2006.

## مسيرته الكروية
لعب أوليفر نوفيل خلال مسيرته الاحترافية مع 7 أندية في عشرون موسمًا وسجل خلالها 162 هدف ضمن 534 مباراة. ولم يفز بأي موسم بالكأس وفاز في موسم واحد بالدوري.
خاض أوليفر نوفيل مسيرته مع نادي لوكارنو في موسم 1991–92 لمدة موسم واحد، مشاركًا في 15 مباراة سجل خلالها 8 أهداف. ثم انتقل إلى نادي سيرفيت في موسم 1992–93 ليلعب معه أربعة مواسم، حيث شارك في 106 مباراة سجل خلالها 41 هدفًا. لينتقل بعدها إلى نادي تينيريفي في موسم 1996–97 لمدة موسم واحد، مشاركًا في 33 مباراة سجل خلالها 5 أهداف. ثم انتقل إلى نادي هانزا روستوك في موسم 1997–98 ولمدة موسمين، مشاركًا في 50 مباراة سجل خلالها 22 هدفًا. هذا وانتقل لاحقًا إلى نادي باير 04 ليفركوزن في موسم 1999–00 ليلعب معه خمسة مواسم، مشاركًا في 165 مباراة سجل خلالها 42 هدفًا. ثم انتقل بعدها إلى نادي بوروسيا مونشنغلادباخ في موسم 2004–05 ليلعب معه ستة مواسم، مشاركًا في 153 مباراة سجل خلالها 42 هدفًا أيضًا. ليعود وينتقل من جديد، لكن هذه المرة إلى نادي أرمينيا بيليفيلد في موسم 2010–11 لمدة موسم واحد، مشاركًا في 12 مباراة سجل خلالها هدفين.

## روابط خارجية
- أوليفر نوفيل على موقع الاتحاد الدولي (مؤرشف)  (الإنجليزية)
- أوليفر نوفيل على موقع الاتحاد الأوربي (الإنجليزية)
- أوليفر نوفيل على موقع قاعدة بيانات كرة القدم.إي يو (الإنجليزية)
- أوليفر نوفيل على موقع بيانات كرة القدم. دي إي (الألمانية)
- أوليفر نوفيل على موقع ناشيونال فوتبول تيمز (الإنجليزية)
- أوليفر نوفيل على موقع Soccerway.com (الإنجليزية)
- أوليفر نوفيل على موقع عالم كرة القدم.نت (الإنجليزية)
- أوليفر نوفيل على موقع كووورة